# Aleksandr Michajlovič Golicyn
Principe Aleksandr Michajlovič Golicyn, in russo Александр Михайлович Голицын? (20 settembre 1772 – Parigi, 12 agosto 1821), è stato un politico russo.

## Biografia
Era il figlio di Michail Michajlovič Golicyn (1731-1804), e di sua moglie, Anna Aleksandrovna Stroganova (1739-1816).

## Carriera
Fu nominato ciambellano del granduca Aleksandr Pavlovič. Grazie alla sua intelligenza conquistò la fiducia e il favore del granduca. Nel 1799 fu allontanato dalla corte da Paolo I.
In seguito fu riammesso alla corte. È stato ciambellano alla corte della granduchessa Ekaterina Pavlovna Romanova. Nel 1802 accompagnò la granduchessa Elisabetta in Svezia per un incontro con la sorella Federica.
Nel 1807, a causa della malattia della moglie, visse con la sua famiglia all'estero. Nel 1819 si trasferì in Italia.

## Matrimonio
Sposò, il 12 novembre 1802, la principessa Natal'ja Fëdorovna Šachovskaja (25 novembre 1779-9 agosto 1807), nipote del procuratore generale Jakov Petrovič Šachovskij. Il matrimonio venne celebrato con grande splendore nella grande chiesa del Palazzo d'Inverno, alla presenza dell'imperatore e delle due imperatrici. Ebbero tre figli:
- Michail Michajlovič (1804-1860), sposò Marija Il'inična Dolgorukova, ebbero un figlio;
- Fëdor Michajlovič (1805-1848);
- Elizaveta Michajlovna (1806-1816).

## Morte
Morì il 12 agosto 1821 a Parigi.